# Vodní mlýn s pilou a olejnou
Vodní mlýn s pilou a olejnou v Trhonicích u Jimramova v okrese Žďár nad Sázavou je vodní mlýn, který stojí jižně od obce na Trhonickém potoce. Je chráněn jako nemovitá kulturní památka České republiky.

## Historie
Mlýn je zaznamenán již v polovině 16. století; v té době se jednalo o dřevěnou stavbu s jedním vodním kolem. Po skončení třicetileté války vyhořel a zůstal pustý.
V 18. století jej mlynář rozšířil o jednolistou pilu a lisovnu lněného oleje. K částečnému přezdění došlo roku 1843 a v roce 1908 zde byl instalován první naftový motor. Podle Filipova soupisu mlýnů ukončil mletí 23. listopadu 1941.
Kolem roku 2020 majitel mlýn rekonstruoval, obnovil část náhonu, opravil lednici a zprovoznil stabilní motor.

## Popis
Čtyřkřídlý areál kolem uzavřeného dvora tvoří mlýnice s obytným domem a samostatně stojící jednolistová pila. Mlýn je roubený, štítová průčelí obytného stavení a sýpky směřující k východu jsou fasádově sjednocena plastickou výzdobou a vzájemně propojena hospodářskou částí. Pila stojí samostatně ve svahu. Její spodní část je vyzděna z kamene, horní je bedněná a částečně otevřená. Stavba je zastřešena sedlovou střechou s podlomením.
Voda na vodní kolo vedla náhonem od jezu. Náhon se mírně rozšiřoval a na konci přes stavidlo padala voda na dřevěné vantroky na lopatky (korečky) vodního kola. Poté odtékala odtokovou struhou zpět do potoka. V roce 1930 zde byla dvě vodní kola na svrchní vodu (průtok 0,122 m³/s, spád 4,5 m, výkon 4,75 k). Dochovalo se torzo obyčejného složení a celé umělecké složení; zůstaly zde stopy po moučnici, mlýnské hranici nebo paty kapsového dopravníku. Dochoval se také provoz pily, výroba elektrické energie, pohon zemědělských strojů i olejna. Původně pilu jednušku pohánělo druhé vodní kolo na vrchní vodu. Při modernizaci mlýna na válcový bylo kolo zrušeno a nahrazeno speciálním převodem od mlýnské transmise. Unikátní je kompletně dochovaná olejna se strojním lisem.